# 尾崎宗吉
尾崎 宗吉（おざき そうきち、1915年4月22日 - 1945年5月15日）は、日本の作曲家。

## 人物
静岡県で生まれ、1937年から東洋音楽学校 （現：東京音楽大学）でピアノを学ぶ。在学中からドイツより帰国した諸井三郎の門を叩き、作曲を師事した。
1936年、日本現代作曲家連盟に入会し、自作を発表、また1938年には深井史郎、安部幸明、小倉朗らと楽団プロメテを結成し活動した。1939年8月、応召を受け、北中国および南方戦線に派遣され、1942年に一旦帰還し、映画会社に勤務するも、翌1943年には再び満州および中国戦線に派遣され、1945年、江西省全県にて虫垂炎のため戦病死した。
作風は師である諸井三郎譲りのドイツ新古典派的な作品を残した。代表作である「小弦楽四重奏曲 作品1」は、富樫康によれば、ムソルグスキーを思わせる原始性とヒンデミットの影響を受けた無調性を含んだ作風であるとされている。

## 代表作品

### 管弦楽
- 3つの楽章（1939?）- 田園曲のみ現存している。

### 室内楽
- 小弦楽四重奏曲 Op.1（1935）
- ヴァイオリンソナタ第1番（1936）- 紛失
- ヴァイオリンソナタ第2番（1938）
- ヴァイオリンソナタ第3番（1939）
- ヴァイオリンソナタ第4番（1943）- 紛失
- チェロソナタ（1937）
- チェロとピアノの為の「幻想曲とフーガ」（1936）
- チェロとピアノの為の「夜の歌」（1943）
- 夜の歌（1943）
- 日本民謡による幻想曲 - 紛失

### ピアノ曲
スコアは全て紛失している。
- ソナチネ（1939）
- 変奏曲（1943）
- 前奏曲
- 前奏曲とフーガ
- 4つの小品

### 声楽曲
- 声楽と管弦楽のための2つの歌曲（1936）

### 歌曲
- 初夏小品（1936）
- 逝く秋（1943）

### 映画音楽
- 海軍病院船（1939?）